# Ndamuka
Ndamuka är ett vattendrag i Burundi.   Det ligger i provinsen Karuzi, i den norra delen av landet, 100 km öster om huvudstaden Bujumbura.
Omgivningarna runt Ndamuka är en mosaik av jordbruksmark och naturlig växtlighet. Runt Ndamuka är det tätbefolkat, med 297 invånare per kvadratkilometer.